# Regioni del Mali

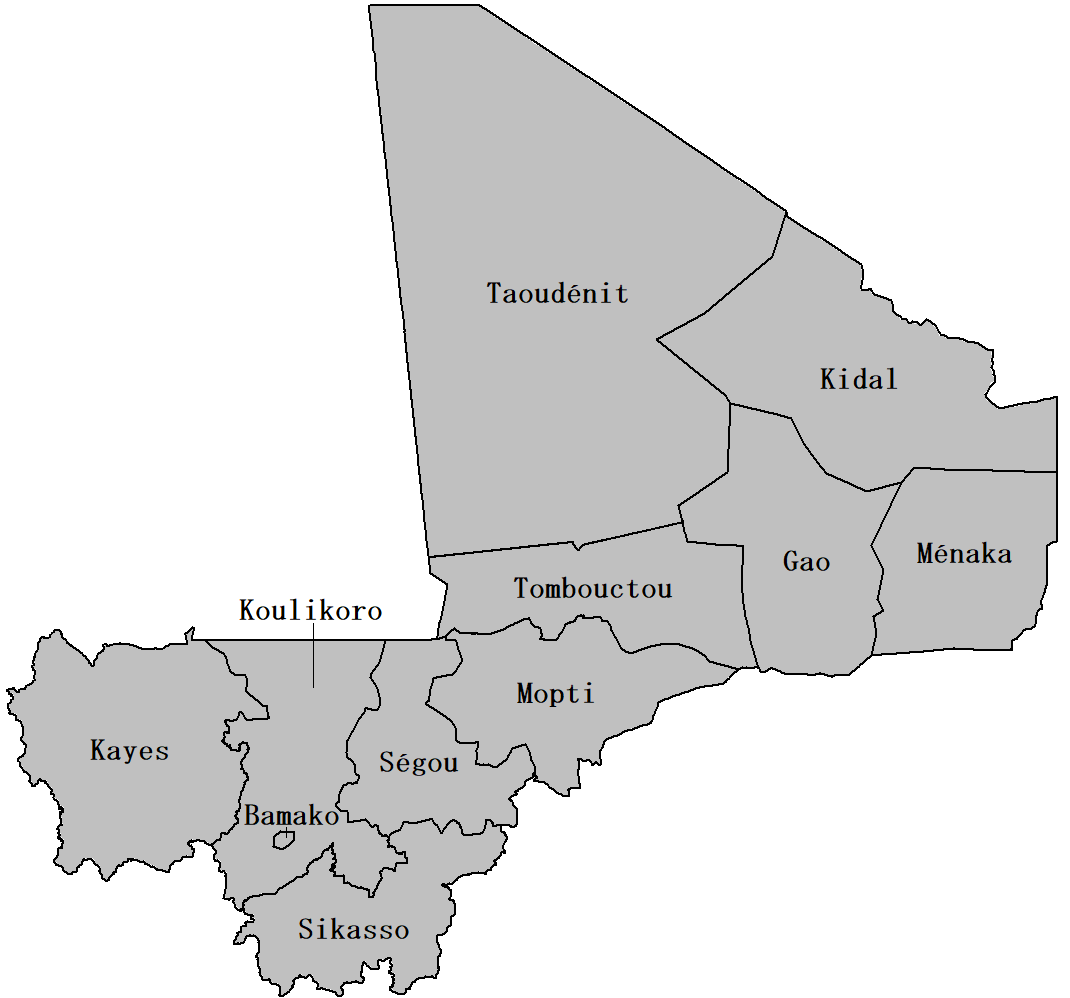
Regioni del Mali

Le regioni del Mali sono la suddivisione territoriale di primo livello del Paese e ammontano a 10; ad esse è equiordinato il distretto della capitale, Bamako. Ciascuna regione si articola ulteriormente in circondari, a loro volta suddivisi in comuni (communes).
Nel 2016 sono state istituite due nuove regioni: la regione di Taoudéni, scorporata dalla regione di Timbuctù, e la regione di Ménaka, scorporata dalla regione di Gao. La regione di Ménaka coincide con l'allora circondario omonimo, mentre l'odierno circondario di Ménaka costituisce una suddivisione della suddetta regione.
Le regioni sono numerate originariamente da ovest ad est con numeri romani.

## Lista
| Localizzazione | Regione                          | Capoluogo | Popolazione (2009) | Superficie (Km²) |
| -------------- | -------------------------------- | --------- | ------------------ | ---------------- |
|                | Bamako                           | -         | 1 809 106          | 252              |
|                | Regione di Gao (Région VII)      | Gao       | 544 120            | 170 572          |
|                | Regione di Kayes (Région I)      | Kayes     | 1 996 812          | 119 743          |
|                | Regione di Kidal (Région VIII)   | Kidal     | 67 638             | 151 430          |
|                | Regione di Koulikoro (Région II) | Koulikoro | 2 418 305          | 95 848           |
|                | Regione di Ménaka (Région X)     | Ménaka    |                    |                  |
|                | Regione di Mopti (Région V)      | Mopti     | 2 037 330          | 79 017           |
|                | Regione di Ségou (Région IV)     | Ségou     | 2 336 255          | 64 821           |
|                | Regione di Sikasso (Région III)  | Sikasso   | 2 625 919          | 70 280           |
|                | Regione di Taoudénit (Région IX) | Taoudénit |                    |                  |
|                | Regione di Timbuctù (Région VI)  | Timbuctù  | 681 691            | 496 611          |

## Suddivisione precedente

Regioni del Mali fino al 2016
Regione di Timbuctù fino al 2016
Regione di Gao fino al 2016